# Taihape
Taihape – miasto w Nowej Zelandii. Położone w środkowej części Wyspy Północnej, w regionie Manawatu-Wanganui, 1711 mieszkańców (dane szacunkowe – styczeń 2012).